# Dream Wife
Le Dream Wife sono un gruppo musicale britannico formatosi a Brighton nel 2014. 
La band, dalle sonorità punk-rock, pop e indie punk, è formata dalla cantante Rakel Mjöll, Alice Go (chitarra) e da Bella Podpadec (basso); dal 2018, le Dream Wife sono supportate da Alex Paveley alla batteria.
Nel 2018, la rivista Rolling Stone le ha incluse nella lista "The 13 Best Things We Saw" al festival musicale Lollapalooza dello stesso anno. Kev Geoghegan e Paul Glynn della BBC Music hanno definito le Dream Wife "un live act sbalorditivo e una delle nuove band più chiacchierate del 2018"; Joe Lynch della rivista Billboard ha invece scritto che "le Dream Wife sono indiscutibilmente una delle più esilaranti rock band nate negli ultimi anni".

## Storia del gruppo

### Esordi
La cantante Rakel Mjöll, di origini Islandesi, la bassista Bella Podpadec e la chitarrista Alice Go, entrambe nate e cresciute in Inghilterra, hanno frequentato insieme la Brighton University, dove, nel 2014, hanno fondato le Dream Wife, ispirandosi, per la scelta del nome, alla celebre commedia romantica del 1953 La Sposa Sognata (Dream Wife), con Cary Grant and Deborah Kerr. Inizialmente, la band nacque come progetto scolastico di arti performative: il trio ebbe l'idea di dar vita ad una " girl-band fasulla", così registrarono un falso documentario nel quale le si vedeva comporre i pezzi che avrebbero poi suonato in occasione di una mostra ad una galleria d'arte. Concluso il progetto scolastico, decisero di portare avanti il gruppo musicale perché colpite dalla chimica che avevano sperimentato suonando insieme.
I loro testi spesso affrontano questioni relative al femminismo, ai ruoli di genere, all'immagine del corpo e all'oggettivazione sessuale. Durante gli spettacoli dal vivo, la band è solita mettere in atto una politica "bitches-to-the-front" in cui chiedono al pubblico di separarsi per consentire alle donne che desiderano pogare insieme di avvicinarsi alla parte anteriore del palco.
Tra le proprie influenze musicali le Dream WIfe hanno citato artisti come Be Your Own Pet, Sleigh Bells, Le Tigre, Debbie Harry, Grimes, David Bowie e Madonna. 

### Primo album e tour
Le Dream Wife hanno pubblicato il loro primo album in studio, l'eponimo Dream Wife, il 26 gennaio 2018 attraverso l'etichetta Lucky Number Music. Il disco, contenente undici tracce prodotte interamente da Peter Jarrett e Oliver Wright, è stato accolto con ampi consensi ed incoraggiamenti da parte della critica specializzata, che più volte si è spinta a definire il trio come una delle rivelazioni dell'anno. Il progetto ha inoltre riscosso un modesto successo commerciale, debuttando al sessantesimo posto della classifica degli album britannica.
Al fine di promuovere la nuova musica, le Dream Wife confermano la propria presenza a diversi festival musicali europei programmati per l'estate del 2018, tra cui il Way Out West in Svezia e il Festival di Reading e Leeds in Inghilterra; parallelamente, annunciano di intraprendere la loro prima tournée mondiale con date sia in Nord America che in Europa nell'autunno dello stesso anno. In aggiunta, il trio è stato scelto per aprire i concerti del noto gruppo musicale statunitense dei Garbage nel mese di settembre dello stesso anno a Londra e Parigi.

### Secondo album
Nel 2020, la band ha rilasciato il loro secondo album, So When You Gonna..., il quale ha riscosso in generale pareri positivi. Helenia Wadia dell'Evening Standard lo ha descritto come "sincero e schietto, senza scuse." L'album, che è stato paragonato a diverse band femminili tra cui le Yeah Yeah Yeahs, tratta diverse tematiche care alla band quali il femminismo, la libertà sessuale e l'autodeterminazione femminile.

## Formazione
Attuale
- Rakel Mjöll – voce (2014-presente)
- Alice Go – chitarra, cori (2014-presente)
- Bella Podpadec – basso, cori (2014-presente)
- Alex Paveley – batteria (2018-presente)

## Discografia

### Album in studio
- 2018 – Dream Wife
- 2020 – So When You Gonna...
- 2023 – Social Lubrication

### Singoli

#### Da Dream Wife
- 2016 – Hey Heartbreaker
- 2016 – F.U.U.
- 2017– Somebody
- 2017– Fire
- 2017– Let's Make Out